# Ostra

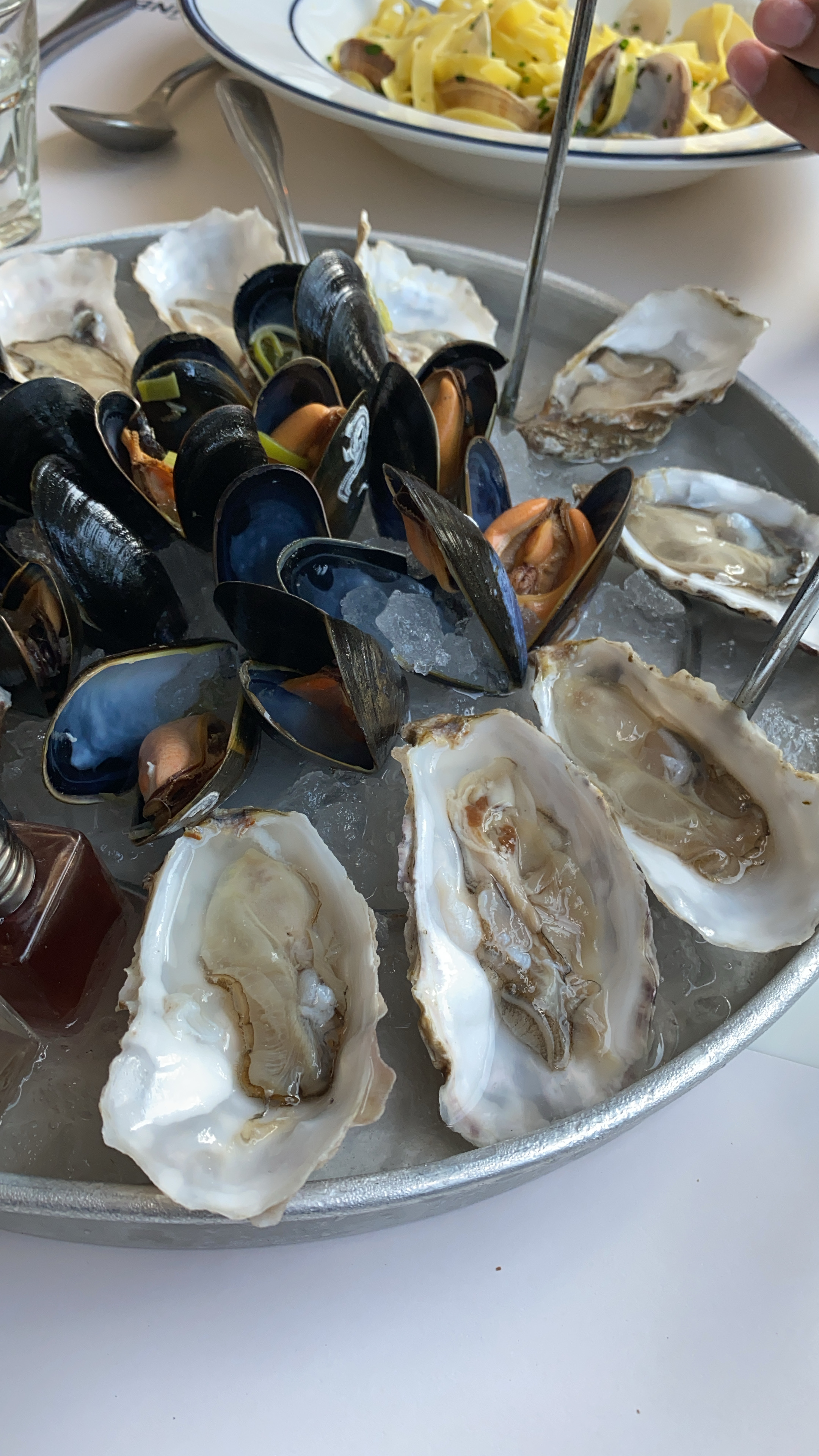
Mezcla de mariscos y ostra en Dubái

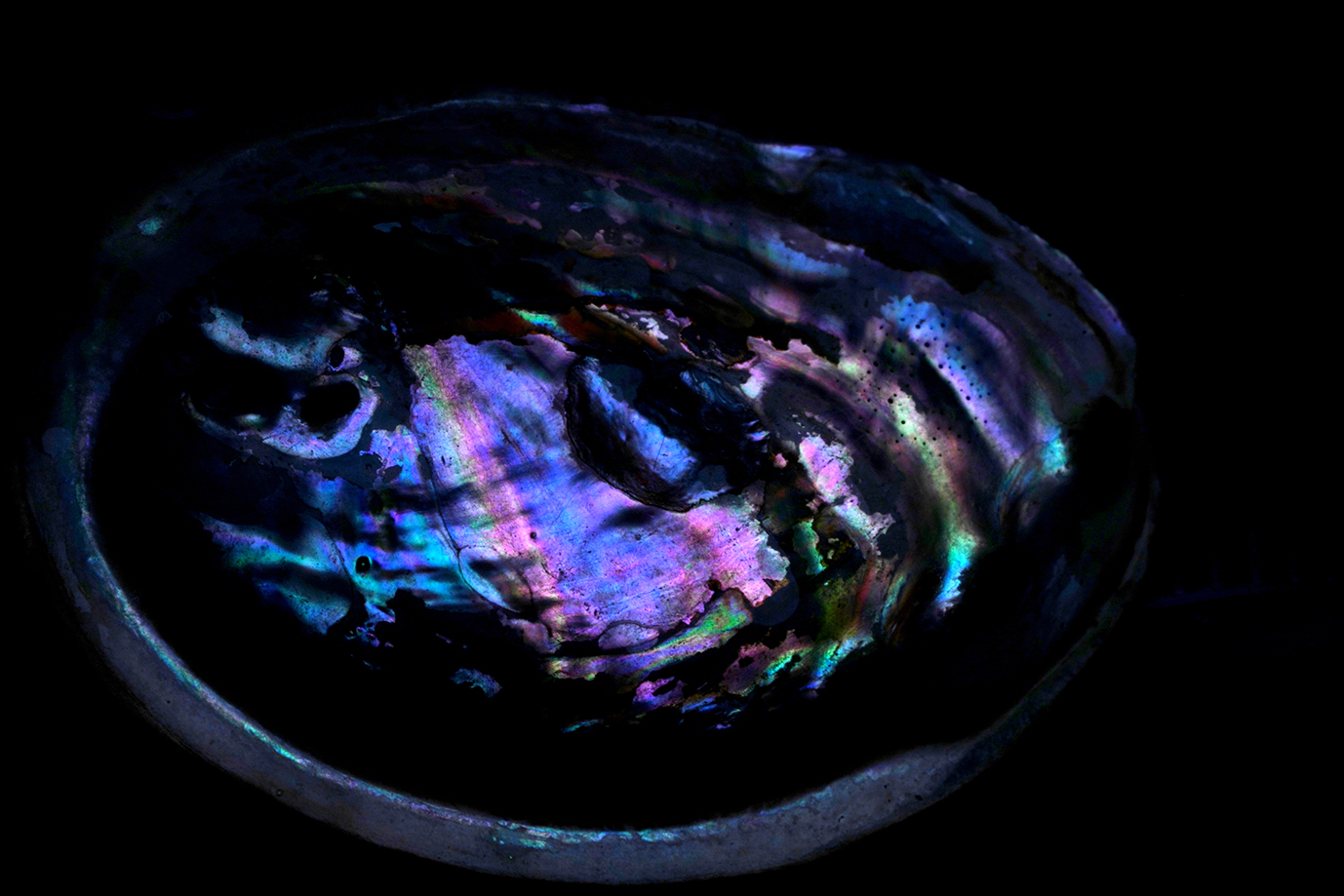
Esta foto de la iridiscencia de la parte interna de una ostra fue tomada en la oscuridad, donde la ostra fue iluminada con una pequeña linterna.

Ostra es el nombre común de varias familias de moluscos bivalvos de agua salada que viven en hábitats marinos o salobres. En algunas especies, las valvas están muy calcificadas y muchas tienen una forma algo irregular. Muchas ostras pertenecen a la superfamilia Ostreidae, aunque no todas.
Algunos tipos de ostras se consumen habitualmente (cocidas o crudas) y en algunos lugares se consideran una exquisitez. Algunos tipos de ostras perleras se recolectan por la perla que producen en el manto. Por ejemplo, las ostras de ventana se recolectan por sus conchas translúcidas, que se utilizan para fabricar diversos tipos de objetos decorativos.

## Etimología
La palabra ostra proviene del portugués ostra y este del latín vulgar ostrea, forma femenina de ostreum y latinización del griego antiguo ὄστρεον (óstreon, "concha"). Compárese con ὀστέον (osteon, "hueso") y en última instancia del protoindoeuropeo *ost-, "hueso".

## Tipos

### Ostras verdaderas
Las ostras verdaderas son miembros de la familia Ostreidae. Esta familia incluye las ostras comestibles, que pertenecen principalmente a los géneros Ostrea, Crassostrea, Ostreola, Magallana y Saccostrea. Algunos ejemplos son la ostra plana europea, la ostra oriental, la ostra Olympia, la ostra del Pacífico y la ostra de roca de Sídney. Los Ostreidae evolucionaron a principios de la época del Triásico Inferior: El género Liostrea se desarrolló sobre las conchas de ammonoideos vivos.

### Ostras perleras

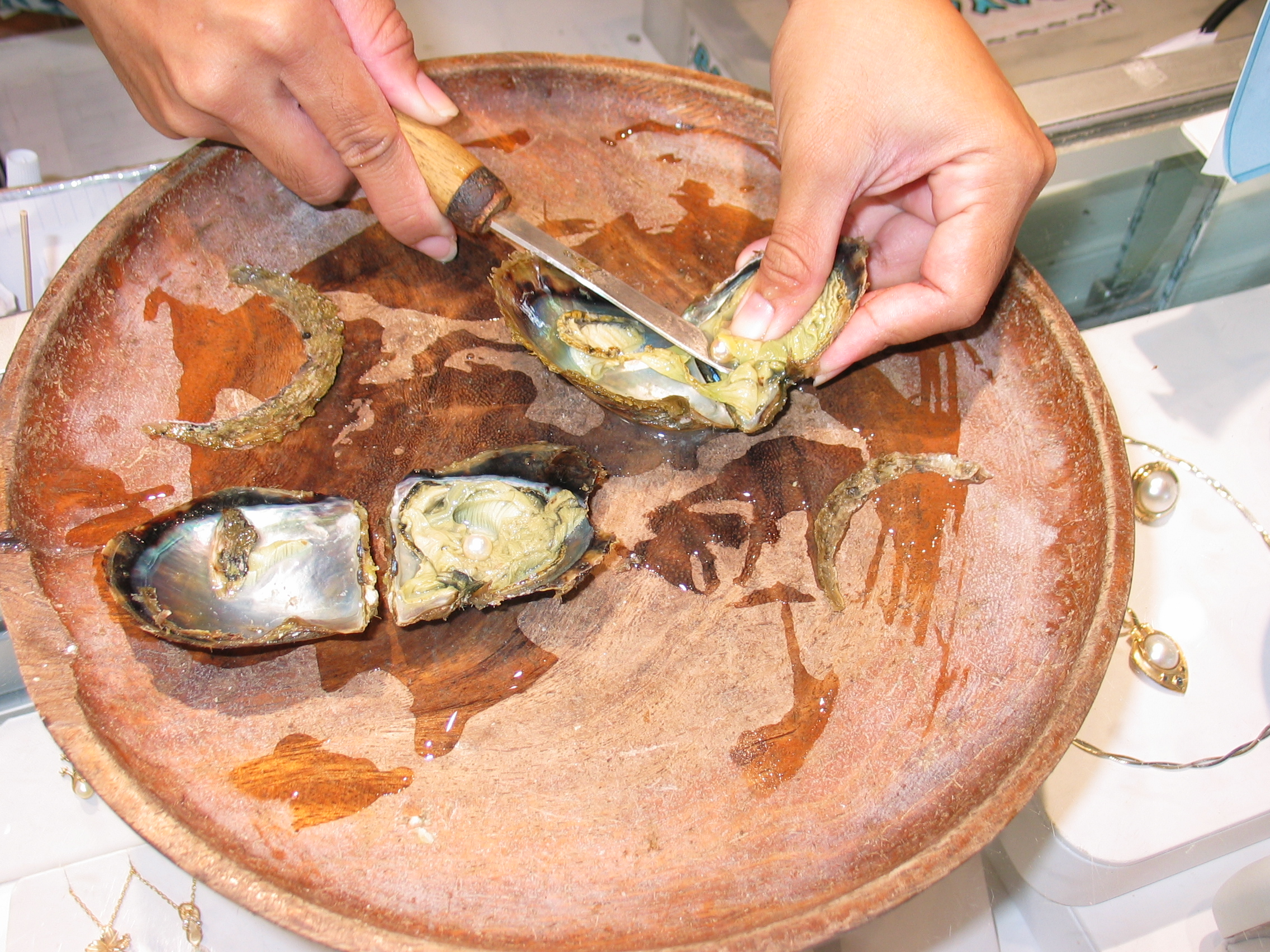
Extracción de una perla de una ostra perlera

Casi todos los moluscos con concha pueden segregar perlas, aunque la mayoría no son muy valiosas. Las perlas pueden formarse tanto en agua salada como en agua dulce.
Las ostras perleras no están estrechamente emparentadas con las ostras verdaderas, ya que pertenecen a una familia distinta, las ostras de pluma (Pteriidae). De las ostras perleras pueden extraerse tanto perlas cultivadas como perlas naturales, aunque otros moluscos, como los mejillones de agua dulce, también producen perlas de valor comercial.
La ostra perlera más grande es la Pinctada maxima, del tamaño aproximado de un plato. No todas las ostras producen perlas de forma natural.
En la naturaleza, las ostras perleras producen perlas cubriendo de nácar un diminuto objeto invasor. Con el paso de los años, el objeto irritante se cubre con suficientes capas de nácar para convertirse en una perla. Los distintos tipos, colores y formas de las perlas dependen del pigmento natural del nácar y de la forma del irritante original.
Los cultivadores de perlas pueden cultivar una perla colocando un núcleo, normalmente un trozo de concha de mejillón pulida, dentro de la ostra. En un plazo de tres a siete años, la ostra puede producir una perla perfecta. Desde principios del siglo XX, cuando varios investigadores descubrieron cómo producir perlas artificiales, el mercado de las perlas cultivadas ha superado con creces al de las perlas naturales.

### Otros tipos
Algunos moluscos bivalvos (distintos de las ostras verdaderas y las ostras perleras) también tienen nombres comunes que incluyen la palabra "ostra", normalmente porque saben o se parecen a las ostras verdaderas, o porque producen perlas considerables. Algunos ejemplos son:
- Ostras espinosas del género Spondylus.
- Ostra peregrina, otro término para la vieira, en referencia a la concha de Santiago.
- Ostras de silla de montar, miembros de la familia Anomiidae también conocidas como conchas cascabel.
- Ostras dimydarianas, miembros de la familia Dimyidae.
- Ostras de ventana.
  - Ostra del Pacífico
  - Ostra del Pacífico, abierta

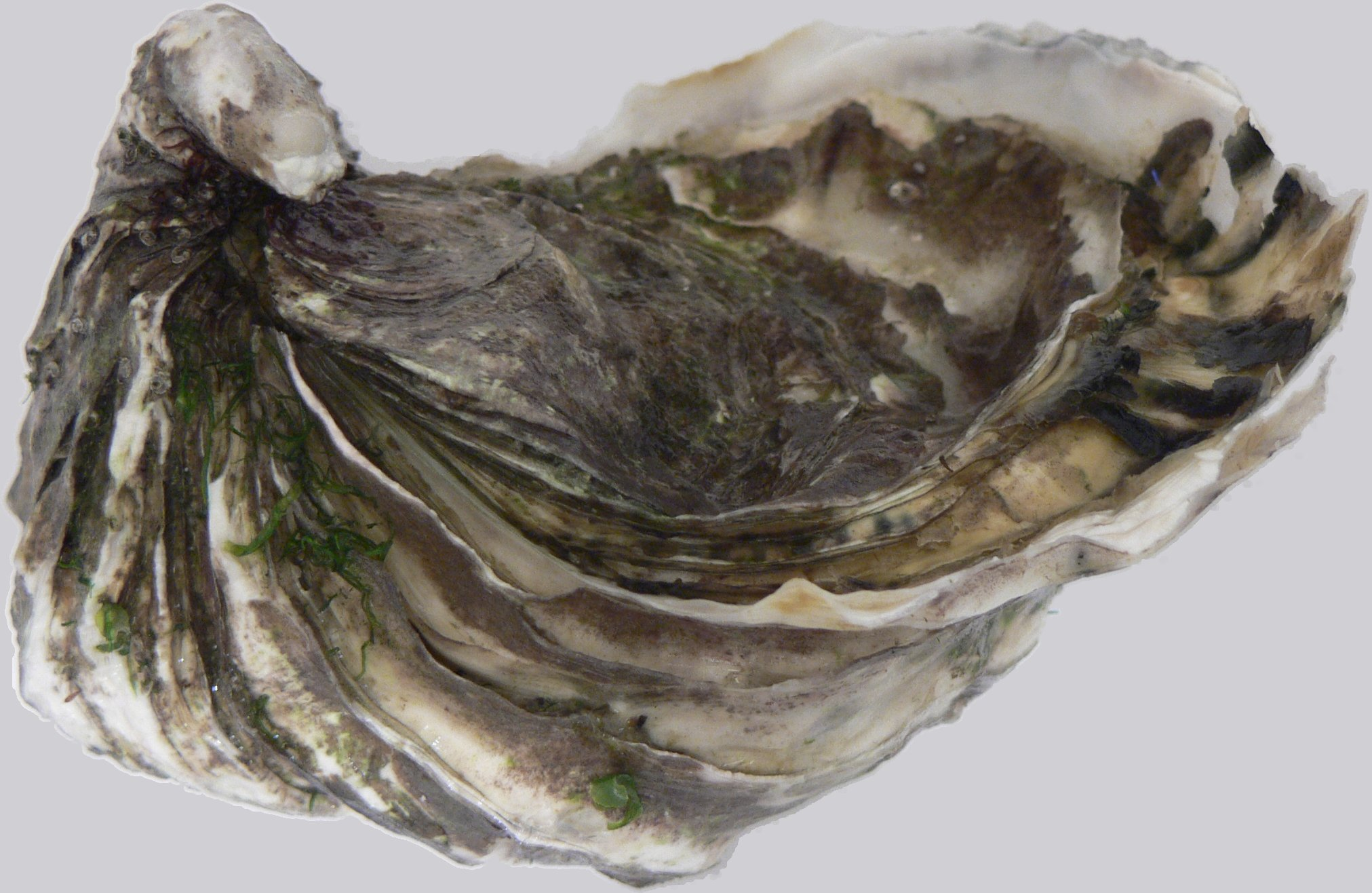
Ostra del Pacífico
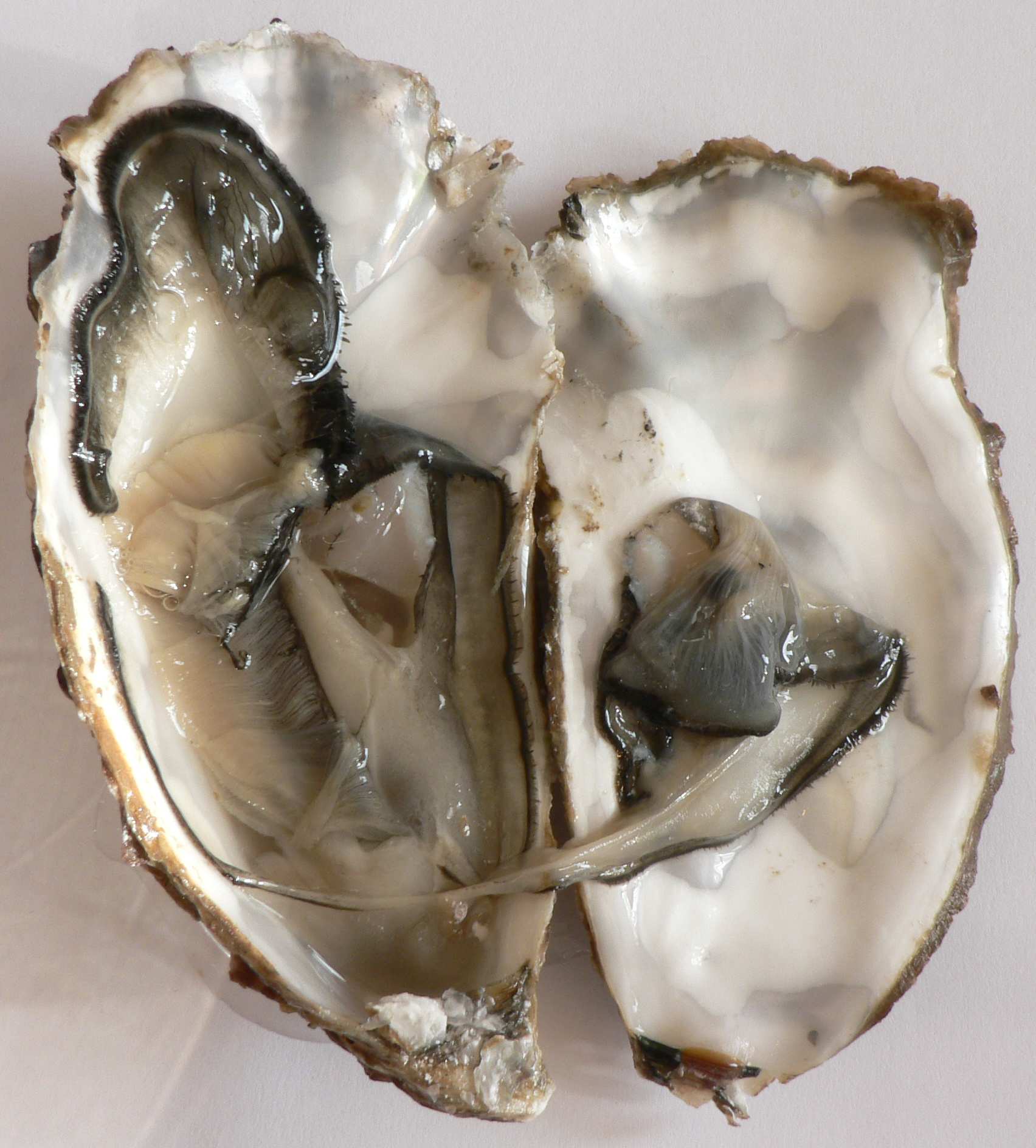
Ostra del Pacífico, abierta

En Filipinas, una especie local de ostra espinosa conocida como Tikod amo es uno de los mariscos favoritos en el sur del país. Por su buen sabor, alcanza precios elevados.

## Anatomía
Las ostras respiran principalmente por branquias. Además de las branquias, las ostras pueden intercambiar gases a través de sus mantos, que están recubiertos de numerosos vasos sanguíneos pequeños con paredes delgadas. Un pequeño corazón de tres cámaras, situado bajo el músculo aductor, se encarga de bombear sangre incolora a todas las partes del cuerpo. Al mismo tiempo, dos riñones, situados en la parte inferior del músculo, eliminan los productos de desecho de la sangre. Su sistema nervioso incluye dos pares de cordones nerviosos y tres pares de ganglios. No hay pruebas de que las ostras tengan cerebro.
Aunque algunas ostras tienen dos sexos (ostra europea y ostra Olympia), sus órganos reproductores contienen tanto óvulos como espermatozoides. Por ello, es técnicamente posible que una ostra fecunde sus propios huevos. Las gónadas rodean los órganos digestivos y están formadas por células sexuales, túbulos ramificados y tejido conjuntivo.
Una vez fecundados sus millones de huevos, la hembra los descarga en el agua. Las larvas se desarrollan en unas seis horas y existen suspendidas en la columna de agua como larvas velígeras durante dos o tres semanas antes de asentarse en un lecho y alcanzar la madurez sexual en el plazo de un año.

## Alimentación
Las ostras se alimentan por filtración y atraen el agua a través de sus branquias mediante el movimiento de sus cilios. El plancton en suspensión y las partículas no alimenticias quedan atrapadas en la mucosidad de las branquias y de ahí son transportadas a la boca, donde son ingeridas, digeridas y expulsadas en forma de heces o pseudoheces que caen al fondo y permanecen fuera de la columna de agua. Las ostras se alimentan más activamente a temperaturas que oscilan entre los 60 y los 70 grados Fahrenheit (20-26 °C).
En condiciones ideales de laboratorio, una ostra puede filtrar hasta 190 litros de agua al día. En condiciones normales, las ostras maduras filtran entre 11 y 45 litros. La antaño floreciente población de ostras de la bahía de Chesapeake filtraba históricamente el exceso de nutrientes de todo el volumen de agua del estuario cada tres o cuatro días. En 2008 se calculaba que un ciclo completo tardaría casi un año.

## Hábitat y comportamiento

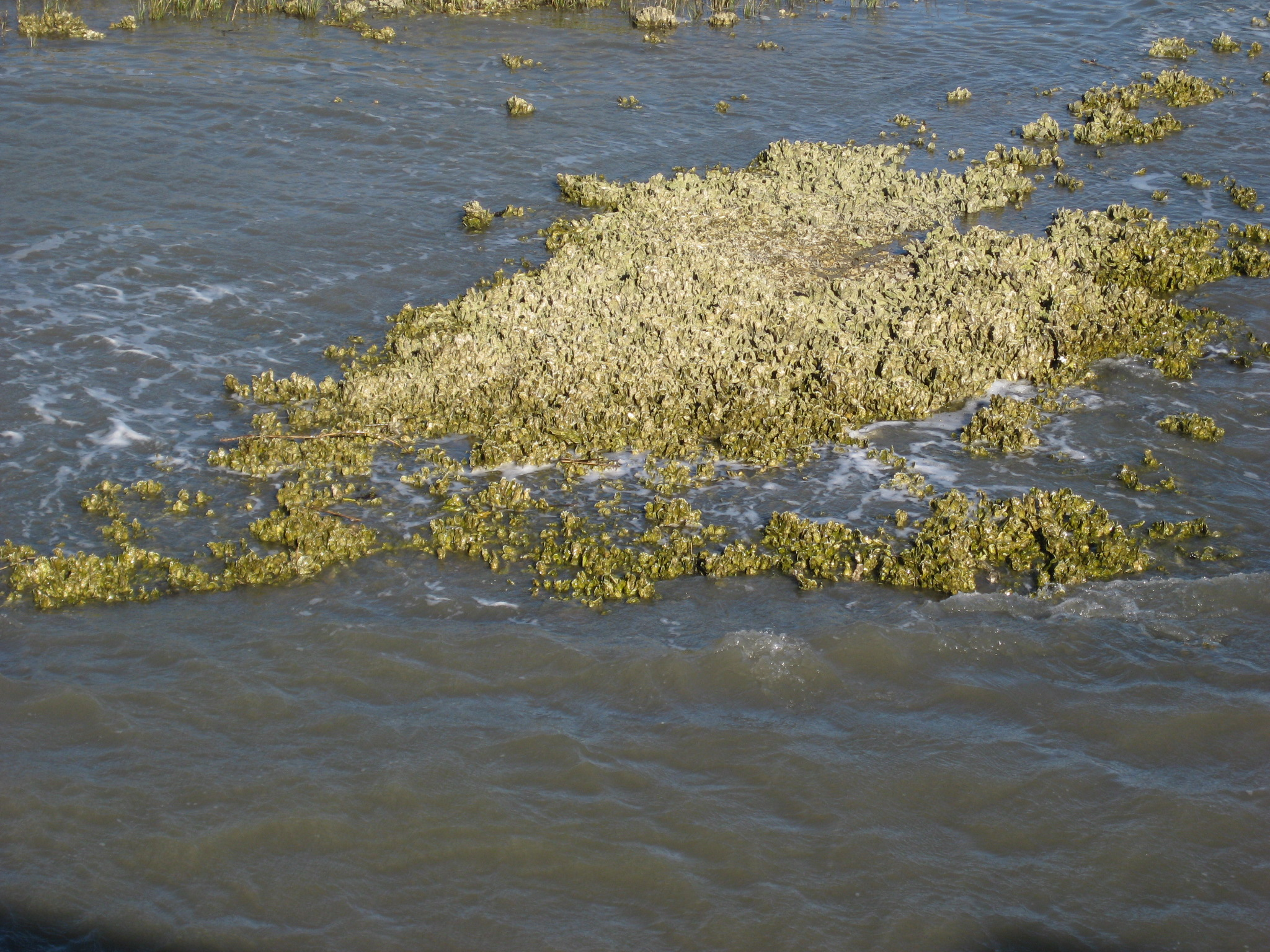
Arrecife de ostras a media marea en el muelle de pesca del Parque Estatal de Hunting Island, Carolina del Sur

Un grupo de ostras se denomina comúnmente criadero o arrecife de ostras.
Como especie clave, las ostras proporcionan hábitat a muchas especies marinas. Las ostras Crassostrea y Saccostrea viven principalmente en la zona intermareal, mientras que las Ostrea son submareales. Las superficies duras de las conchas de las ostras y los recovecos entre ellas ofrecen lugares donde pueden vivir multitud de pequeños animales. Cientos de animales, como anémonas de mar, percebes y mejillones de gancho, viven en los arrecifes de ostras. Muchos de estos animales son presas de otros más grandes, entre ellos peces como la lubina rayada, la corvina negra y la corvina.

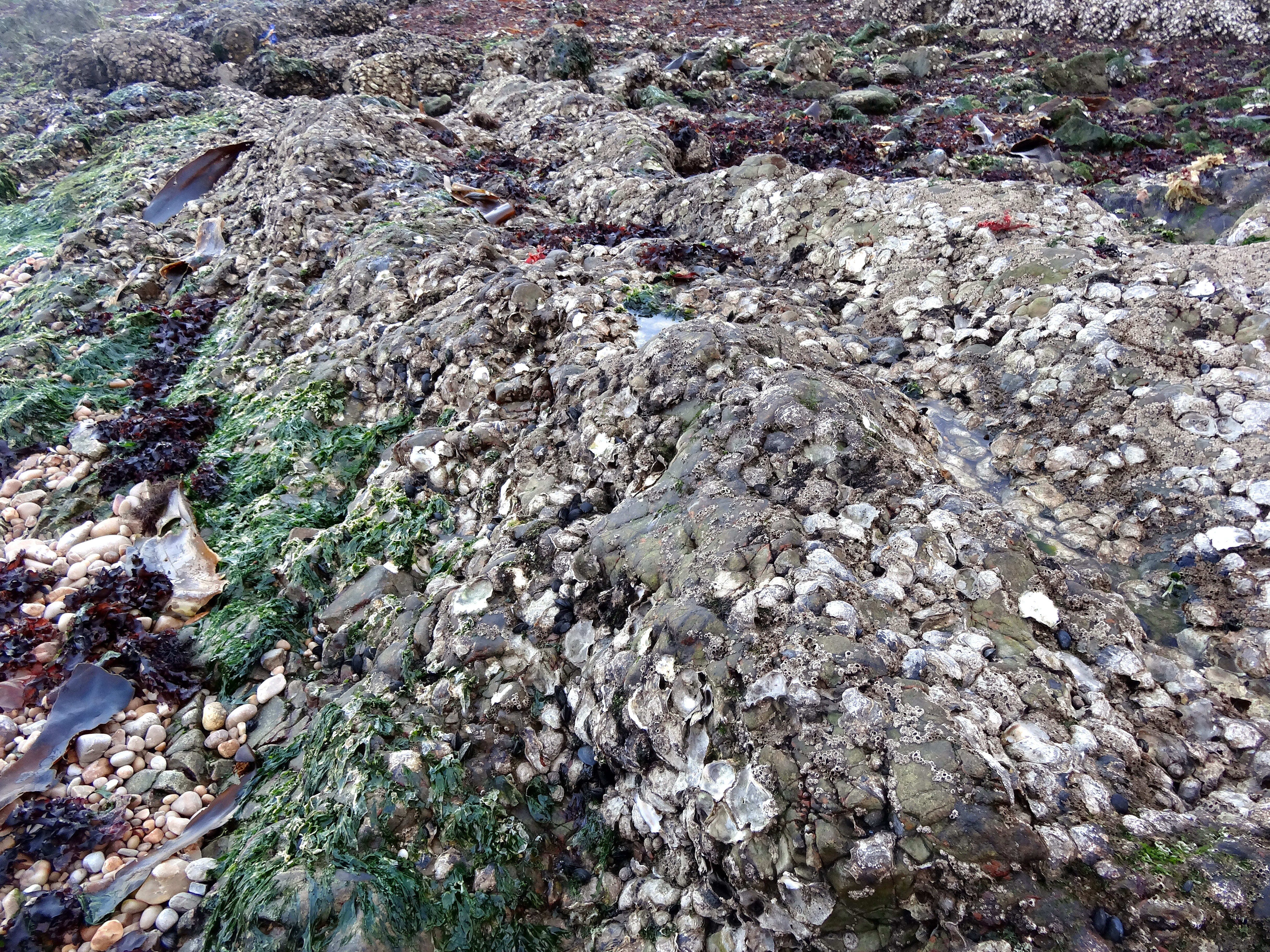
Rocas en la zona intermareal cubiertas de ostras, en el Área Escénica de Bangchuidao, Dalian, Provincia de Liaoning, China.

Un arrecife de ostras puede multiplicar por 50 la superficie de un fondo plano. La forma madura de una ostra depende a menudo del tipo de fondo al que se adhiere originalmente, pero siempre se orienta con su concha externa, acampanada, inclinada hacia arriba. Una de las valvas es acopada y la otra plana.
Las ostras suelen alcanzar la madurez en un año. Son protándricas; durante su primer año, desovan como machos liberando esperma en el agua. A medida que crecen durante los dos o tres años siguientes y desarrollan mayores reservas de energía, desovan como hembras liberando huevos. Las ostras de la bahía suelen desovar desde finales de junio hasta mediados de agosto.
Un aumento de la temperatura del agua provoca el desove de algunas ostras. Esto desencadena el desove en el resto, enturbiando el agua con millones de huevos y esperma. Una sola ostra hembra puede producir hasta 100 millones de huevos al año. Los huevos se fecundan en el agua y se convierten en larvas, que acaban encontrando lugares adecuados, como la concha de otra ostra, donde asentarse. Las larvas de ostra que se adhieren se denominan crías. Las larvas son ostras de menos de 25 mm (1 pulgada) de longitud. Muchas especies de bivalvos, incluidas las ostras, parecen ser estimuladas a asentarse cerca de adultos de su misma especie.

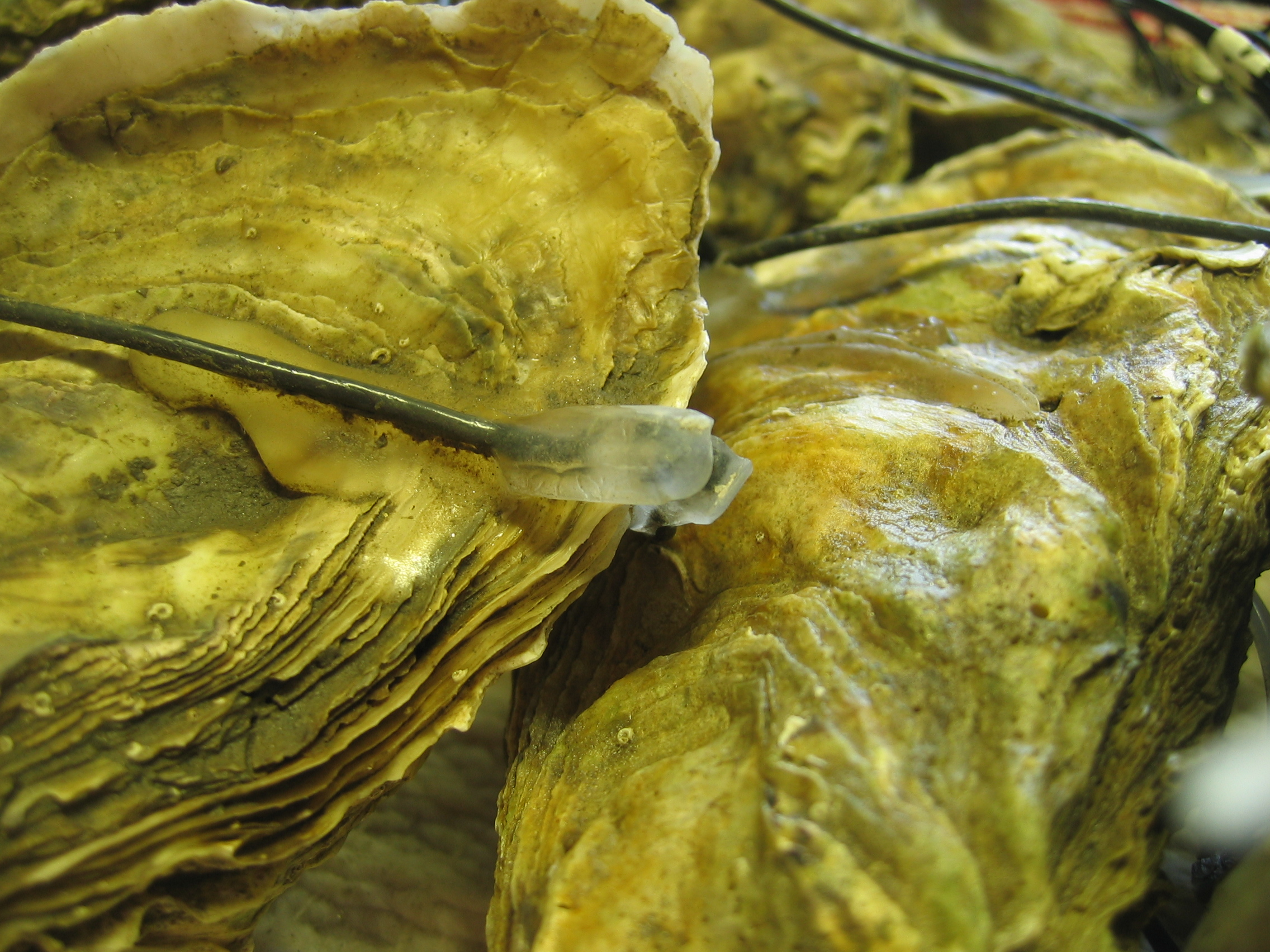
Ostras del Pacífico Crassostrea gigas equipadas con electrodos de actividad para seguir su comportamiento diario

Las ostras filtran grandes cantidades de agua para alimentarse y respirar (intercambian O2 y CO2 con el agua), pero no están permanentemente abiertas. Cierran regularmente sus valvas para entrar en estado de reposo, incluso cuando están siempre sumergidas. Su comportamiento sigue ritmos circadianos y circamareales muy estrictos en función de las posiciones relativas de la luna y el sol. Durante las mareas muertas, presentan periodos de cierre mucho más largos que durante la marea viva.
Algunas ostras tropicales, como la ostra de manglar de la familia Ostreidae, crecen mejor en las raíces de los manglares. La marea baja puede dejarlas al descubierto, lo que facilita su recolección.
La mayor masa de agua productora de ostras de Estados Unidos es la bahía de Chesapeake, aunque estos criaderos han disminuido en número debido a la sobrepesca y la contaminación. La bahía de Willapa, en Washington, produce más ostras que cualquier otro estuario de Estados Unidos. Otras grandes zonas ostrícolas de Estados Unidos son las bahías y estuarios de la costa del Golfo de México, desde Apalachicola (Florida), al este, hasta Galveston (Texas), al oeste. También hay grandes bancos de ostras comestibles en Japón y Australia. En 2005, China representaba el 80 % de la cosecha mundial de ostras. En Europa, Francia se mantiene como líder del sector.
Los depredadores habituales de las ostras son los cangrejos, las aves marinas, las estrellas de mar y los humanos. Algunas ostras contienen cangrejos, conocidos como cangrejos ostra.

## Ciclo de nutrientes
Los bivalvos, incluidas las ostras, son eficaces filtradores y pueden tener grandes efectos en las columnas de agua en las que se encuentran. Como filtradores, las ostras eliminan el plancton, los compuestos de nitrógeno y las partículas orgánicas de la columna de agua. Múltiples estudios han demostrado que cada ostra es capaz de filtrar hasta 190 litros de agua al día, por lo que los arrecifes de ostras pueden mejorar significativamente la calidad y claridad del agua.
Lo que no se utiliza para el crecimiento de los animales se expulsa como gránulos de residuos sólidos, que acaban descomponiéndose en la atmósfera en forma de nitrógeno. En Maryland, el Programa de la Bahía de Chesapeake había puesto en marcha un plan para utilizar ostras con el fin de reducir en 8600 t (9500 toneladas cortas) anuales la cantidad de compuestos nitrogenados que entraban en la Bahía de Chesapeake para 2010. Varios estudios han demostrado que las ostras y los mejillones tienen la capacidad de alterar drásticamente los niveles de nitrógeno en los estuarios.
En Estados Unidos, Delaware es el único estado de la costa este sin acuicultura, pero se está estudiando convertir la acuicultura en una industria controlada por el Estado, consistente en arrendar agua por acres para la recolección comercial de moluscos. Los partidarios de la legislación de Delaware para permitir la acuicultura de ostras citan los ingresos, la creación de empleo y los beneficios del ciclo de nutrientes. Se calcula que un acre (0,40 ha) puede producir cerca de 750 000 ostras, que podrían filtrar entre 57 000 y 150 000 m³ (2,0-5,3 millones de pies cúbicos) de agua al día.

## Servicios ecosistémicos
Como ingenieras del ecosistema, las ostras proporcionan servicios ecosistémicos de apoyo, además de servicios de aprovisionamiento, regulación y culturales. Las ostras influyen en el ciclo de nutrientes, la filtración del agua, la estructura del hábitat, la biodiversidad y la dinámica de la red trófica. Los hábitats de arrecifes de ostras han sido reconocidos como infraestructuras verdes para la protección del litoral.
La asimilación de nitrógeno y fósforo en los tejidos de los moluscos ofrece la oportunidad de eliminar estos nutrientes de la columna de agua. En la bahía californiana de Tomales, la presencia de ostras autóctonas se asocia a una mayor diversidad de especies de invertebrados bentónicos. La importancia ecológica y económica de los arrecifes de ostras es cada vez más reconocida, por lo que han aumentado los esfuerzos de restauración.

## Historia humana

Bodegón con ostras, circa 1620. Osias Beert

La importancia prehistórica de las ostras como alimento está atestiguada por la existencia de concheros en Nueva Gales del Sur (Australia), datados hace diez mil años. En Japón se cultivan desde al menos el año 2000 a. C. En el Reino Unido, la ciudad de Whitstable destaca por la ostricultura en los criaderos de Kentish Flats, utilizados desde la época romana. El municipio de Colchester celebra cada año en octubre una fiesta de la ostra, en la que se consumen "Colchester Natives" (la ostra autóctona, Ostrea edulis).
En el Reino Unido se celebran otros festivales anuales de la ostra; por ejemplo, el Festival de la Ostra de Woburn tiene lugar en septiembre. De hecho, en la Inglaterra victoriana era muy común ir al pub y disfrutar de su cerveza favorita con unas ostras. Rápidamente se dieron cuenta de que las "ricas, dulces y maltosas cervezas negras" eran estupendas con la "salobre y cremosa ostra". Luego, los cerveceros descubrieron que las conchas de ostra clarifican de forma natural la cerveza y empezaron a poner conchas de ostra trituradas en sus elaboraciones. La primera cervecería conocida que empezó a hacerlo fue la Hammerton Brewery de Londres en 1938. Allí se empezó a elaborar la cerveza negra de ostras.
La estación balnearia francesa de Cancale, en Bretaña, es famosa por sus ostras, que también datan de la época romana. Sergio Orata, de la República Romana, es considerado el primer gran comerciante y cultivador de ostras. Utilizando sus considerables conocimientos de hidráulica, construyó un sofisticado sistema de cultivo, que incluía canales y esclusas, para controlar las mareas. Era tan famoso por ello, que los romanos decían que podía criar ostras en el tejado de su casa.
A principios del siglo XIX, las ostras eran baratas y las consumía principalmente la clase trabajadora. A lo largo del siglo XIX, los criaderos de ostras del puerto de Nueva York se convirtieron en la mayor fuente de ostras del mundo. Un día cualquiera de finales del siglo XIX se podían encontrar seis millones de ostras en barcazas amarradas a lo largo del paseo marítimo de la ciudad. Naturalmente, eran muy populares en Nueva York y contribuyeron a iniciar el negocio de la gastronomía en la ciudad.
Los ostricultores neoyorquinos se convirtieron en hábiles cultivadores de sus criaderos, que proporcionaron empleo a cientos de trabajadores y alimentos nutritivos a miles de personas. Con el tiempo, la creciente demanda agotó muchos de los criaderos. Para aumentar la producción, introdujeron especies foráneas, que trajeron enfermedades; los efluentes y la creciente sedimentación provocada por la erosión destruyeron la mayoría de los criaderos a principios del siglo XX. La popularidad de las ostras aumentó la demanda de ostras silvestres. Esta escasez hizo subir los precios, convirtiéndolas de su función original de alimento de la clase trabajadora a su estatus actual de exquisitez costosa.
En el Reino Unido, la variedad autóctona (Ostrea edulis) necesita cinco años para madurar y está protegida por una ley del Parlamento durante la época de desove, de mayo a agosto. El mercado actual está dominado por las variedades más grandes de ostra del Pacífico y ostra de roca, que se cultivan todo el año.

### Pesca en la naturaleza

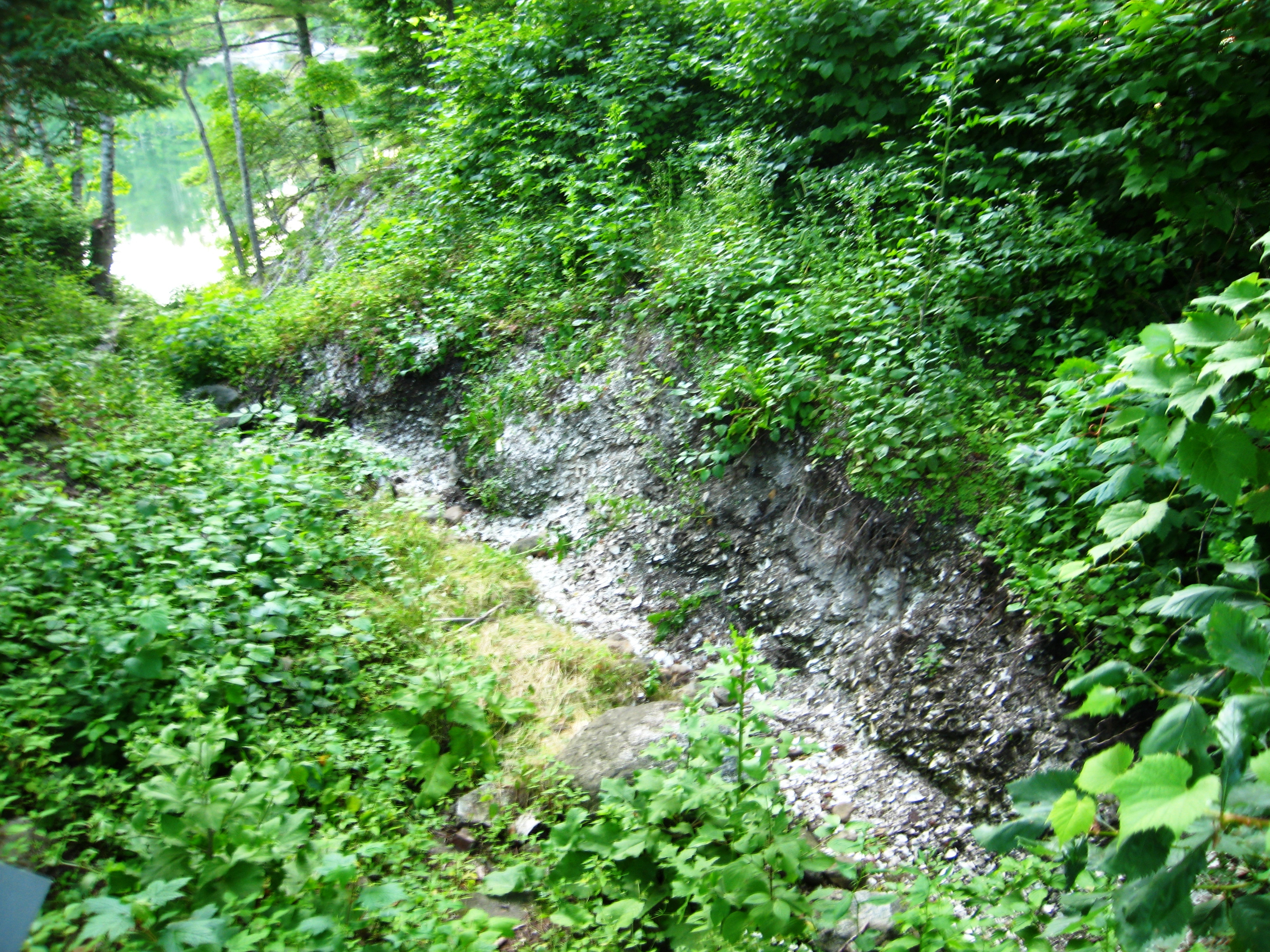
El conchero de Whaleback, en Maine, contiene conchas de ostras recolectadas como alimento hace entre 2.200 y 1.000 años.

Las ostras se recolectan simplemente recogiéndolas de sus lechos. En aguas muy poco profundas, pueden recogerse a mano o con pequeños rastrillos. En aguas algo más profundas, se utilizan rastrillos de mango largo o pinzas para ostras. Las pinzas para patentes pueden bajarse con un cabo para llegar a los lechos que están demasiado profundos para alcanzarlos directamente. En todos los casos, la tarea es la misma: el ostrero junta las ostras en un montón y luego las recoge con el rastrillo o las pinzas.
En algunas zonas se utiliza una draga de vieira. Se trata de una barra dentada unida a una bolsa de cadena. Una embarcación remolca la draga a través del criadero de ostras, recogiendo las que encuentra a su paso. Aunque las dragas recogen las ostras más rápidamente, dañan mucho los lechos y su uso está muy restringido. Hasta 1965, Maryland limitaba el dragado a los veleros, e incluso desde entonces las embarcaciones a motor sólo pueden utilizarse ciertos días de la semana. Esta normativa impulsó el desarrollo de veleros especializados (el bugeye y más tarde el skipjack) para el dragado.
En Connecticut se promulgaron leyes similares antes de la Primera Guerra Mundial, que duraron hasta 1969. Las leyes restringían la recolección de ostras en los criaderos propiedad del Estado a las embarcaciones a vela. Estas leyes impulsaron la construcción de embarcaciones tipo sloop para ostras que perduraron hasta bien entrado el siglo XX. Se cree que el Hope es el último balandro ostrero construido en Connecticut, ya que se terminó en 1948.
Las ostras también pueden ser recolectadas por buzos. En cualquier caso, cuando se recogen las ostras, se clasifican para eliminar los animales muertos, las capturas accesorias (no deseadas) y los desechos. Luego se llevan al mercado, donde se enlatan o se venden vivas.

### Cultivo

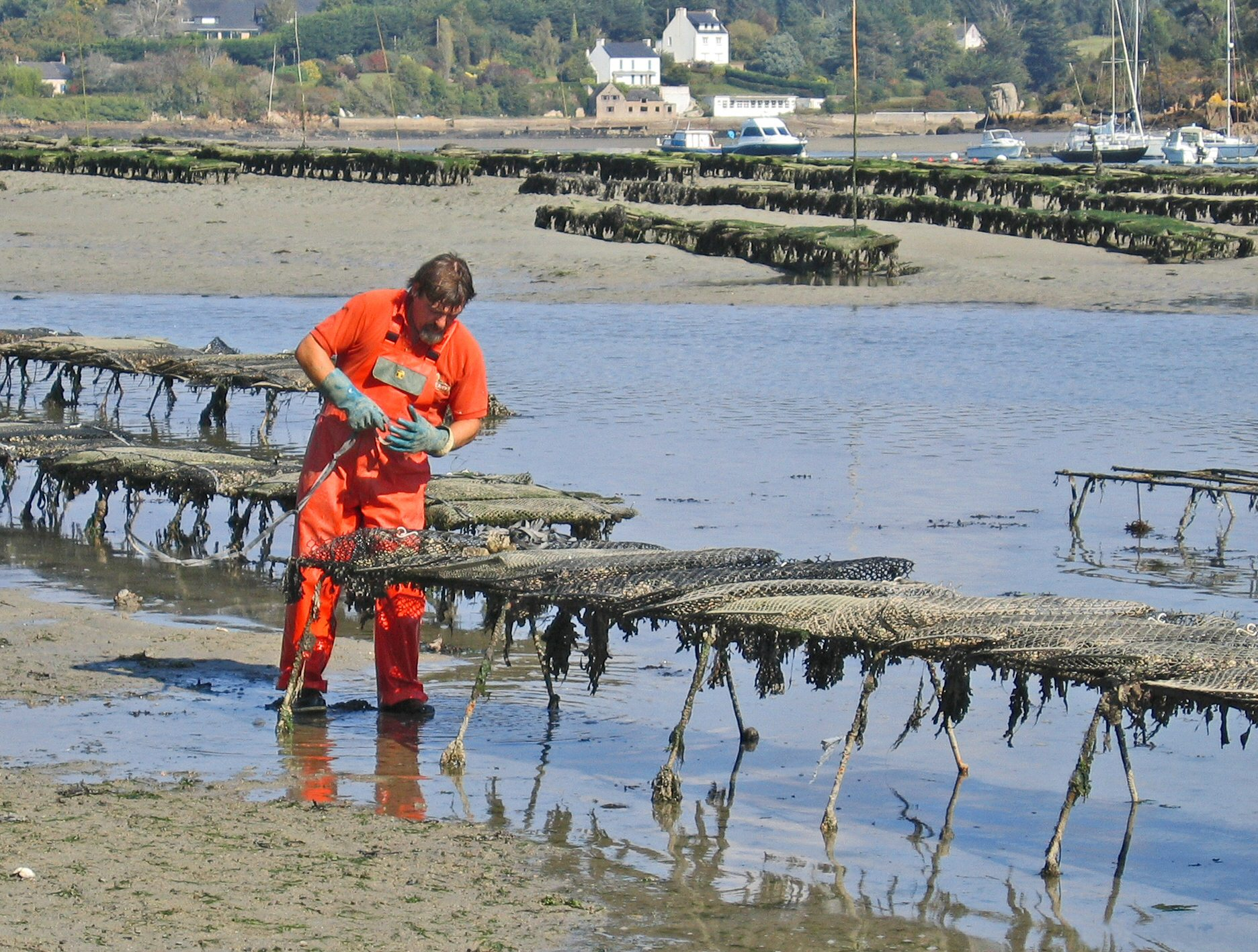
Cultivo de ostras en Riec-sur-Belon (Francia)

Las ostras han sido cultivadas al menos desde los tiempos del Imperio Romano. La ostra del Pacífico (Magallana gigas) es actualmente el bivalvo más cultivado en todo el mundo. Se suelen utilizar dos métodos: la liberación y el embolsado. En ambos casos, las ostras se cultivan en tierra hasta que alcanzan el tamaño de crías, cuando pueden fijarse a un sustrato. Se puede dejar que maduren más para formar "ostras semilla". En ambos casos, se colocan en el agua para que maduren. La técnica de liberación consiste en distribuir las semillas por los criaderos de ostras existentes, dejando que maduren de forma natural para ser recolectadas como las ostras silvestres. En la técnica de embolsado, el cultivador coloca las semillas en rejillas o bolsas y las mantiene por encima del fondo. La recolección consiste simplemente en elevar las bolsas o rejillas a la superficie y extraer las ostras maduras. Este último método evita las pérdidas debidas a algunos depredadores, pero es más costoso.
La ostra del Pacífico se ha cultivado en la salida de estanques de maricultura. Cuando se crían peces o langostinos en estanques, suelen necesitarse 10 kg (22 lb) de alimento para producir 1 kg (2¼ lb) de producto (base seca-seca). Los otros 9 kg (20 lb) van a parar al estanque y, tras mineralizarse, sirven de alimento al fitoplancton, que a su vez alimenta a la ostra.
En la actualidad se cultivan ostras estériles cruzando ostras tetraploides y diploides para evitar el desove. La ostra triploide resultante no puede propagarse, lo que impide que las ostras introducidas se extiendan a hábitats no deseados.

### Restauración y recuperación

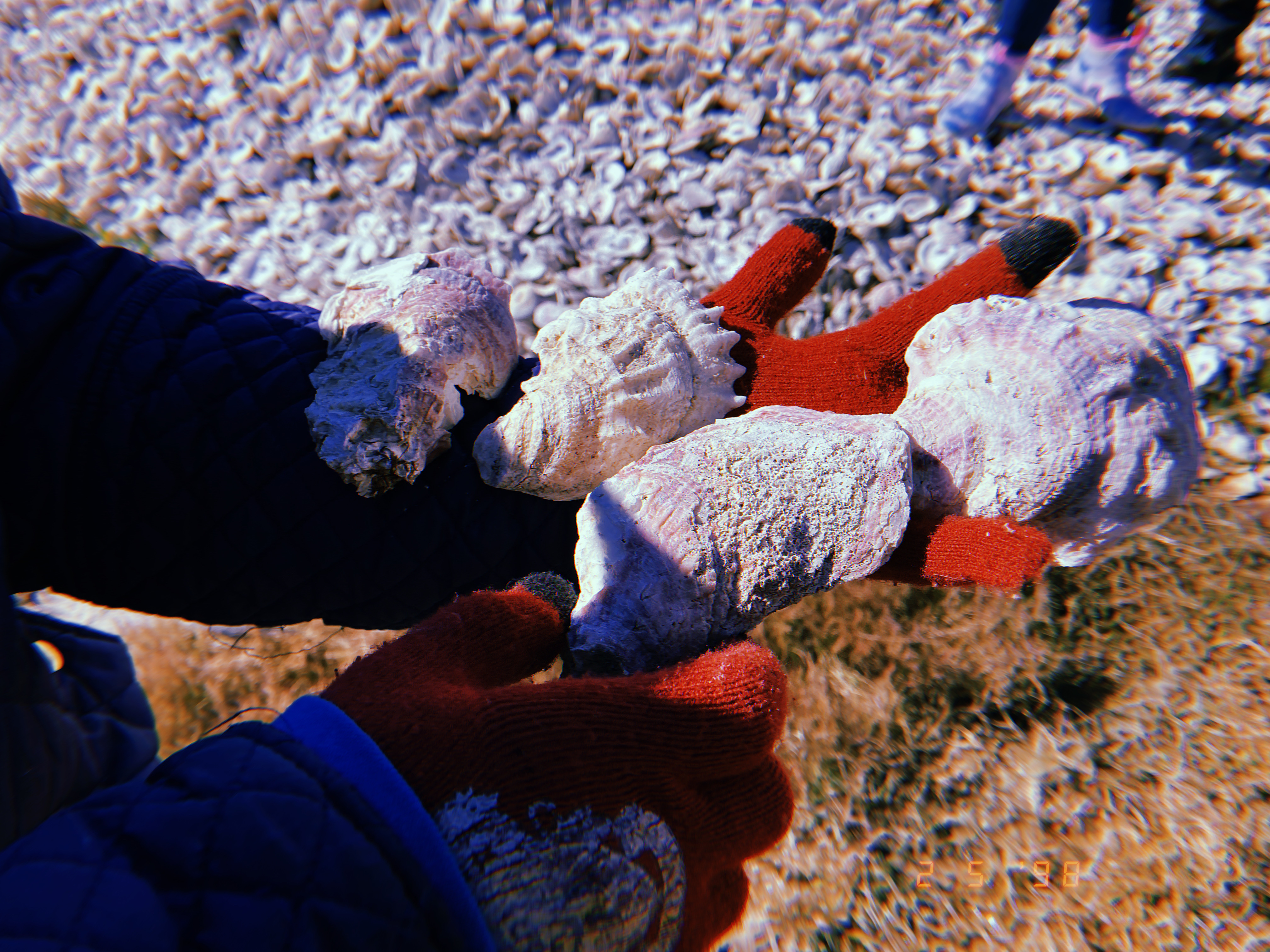
Recogida de conchas de ostras en la Bahía de Galveston para un proyecto de restauración del Programa de Reciclaje de Conchas de Ostras de la Fundación Bahía de Galveston

En muchas zonas, se han introducido ostras no autóctonas para intentar apuntalar las malas cosechas de las variedades autóctonas. Por ejemplo, el ostión de Virginia (Crassostrea virginica) se introdujo en aguas de California en 1875, mientras que la ostra del Pacífico se introdujo en 1929. Las propuestas de nuevas introducciones siguen siendo controvertidas.
La ostra del Pacífico prosperó en Pendrell Sound, donde las aguas superficiales suelen ser lo bastante cálidas para el desove en verano. En los años siguientes, las crías se extendieron esporádicamente y poblaron las zonas adyacentes. Con el tiempo, posiblemente tras adaptarse a las condiciones locales, la ostra del Pacífico se extendió por toda la costa y ahora es la base de la industria ostrícola de la costa oeste norteamericana. Pendrell Sound es ahora una reserva que suministra crías para el cultivo.
Cerca de la desembocadura del río Great Wicomico, en la bahía de Chesapeake, unos arrecifes artificiales de cinco años de antigüedad albergan actualmente más de 180 millones de Crassostrea virginica autóctona. Esta cifra es muy inferior a la de finales de la década de 1880, cuando la población de la bahía ascendía a miles de millones y los pescadores recolectaban unos 910 000 m³ (25 millones de imp bsh) al año. La cosecha de 2009 fue inferior a 7300 m³ (200 000 imp bsh). Los investigadores afirman que las claves del proyecto fueron:
- Utilizar conchas de ostras de desecho para elevar el suelo del arrecife 25-45 cm (9,8-17,7 pulgadas) y mantener las semillas libres de sedimentos del fondo.
- Construcción de arrecifes más grandes, de hasta 8,1 ha (20 acres) de tamaño.
- Reproductores resistentes a las enfermedades.[46]

El movimiento "ostri-tectura" (en inglés, oyster-tecture) promueve el uso de arrecifes de ostras para purificar el agua y atenuar el oleaje. En el estuario de Withers (Withers Swash, Carolina del Sur), voluntarios dirigidos por Neil Chambers han puesto en marcha un proyecto de ostri-tectura en un lugar donde la contaminación afectaba al turismo de playa. Actualmente, por un coste de instalación de 3000 dólares, se filtran unos 4,8 millones de litros de agua al día.
Sin embargo, en Nueva Jersey, el Departamento de Protección del Medio Ambiente se negó a permitir el uso de ostras como sistema de filtrado en la bahía de Sandy Hook y la bahía de Raritan, alegando que los mariscadores comerciales estarían en peligro y que el público podría hacer caso omiso de las advertencias y consumir ostras contaminadas. New Jersey Baykeepers respondió cambiando su estrategia de utilización de ostras para limpiar la vía navegable, colaborando con la Estación Naval de Armas Earle. La estación de la Marina está vigilada las 24 horas del día, los 7 días de la semana, por lo que elimina la caza furtiva y el riesgo para la salud humana que conlleva. Se han propuesto proyectos de ostri-tectura para proteger las ciudades costeras, como Nueva York, de la amenaza del aumento del nivel del mar debido al cambio climático. Además, se ha demostrado que la restauración de los arrecifes de ostras aumenta la población de ostras en los océanos y conserva su vida biológica.

### Impacto humano
La introducción de especies (accidental o intencionada) por parte del hombre puede tener un impacto negativo en las poblaciones de ostras autóctonas. Por ejemplo, las especies no autóctonas de la bahía de Tomales han provocado la pérdida de la mitad de las ostras Olympia de California. Los arrecifes de ostras ocupan una pequeña fracción de su distribución antes de la recolección masiva de los últimos tres siglos.
En octubre de 2017, se informó de que la contaminación acústica submarina puede afectar a las ostras, ya que cierran sus conchas cuando se exponen a sonidos de baja frecuencia en condiciones experimentales. Las ostras dependen de la audición de las olas y las corrientes para regular sus ritmos circadianos, y la percepción de fenómenos meteorológicos (como la lluvia) puede inducir el desove. Los buques de carga, los hincadores de pilotes y las explosiones submarinas producen bajas frecuencias que pueden ser detectadas por las ostras.
Los factores de estrés ambiental derivados del cambio global también están afectando negativamente a las ostras de todo el mundo, y muchos de ellos afectan a los procesos moleculares, fisiológicos y de comportamiento de especies como Magallana gigas.

## Como alimento

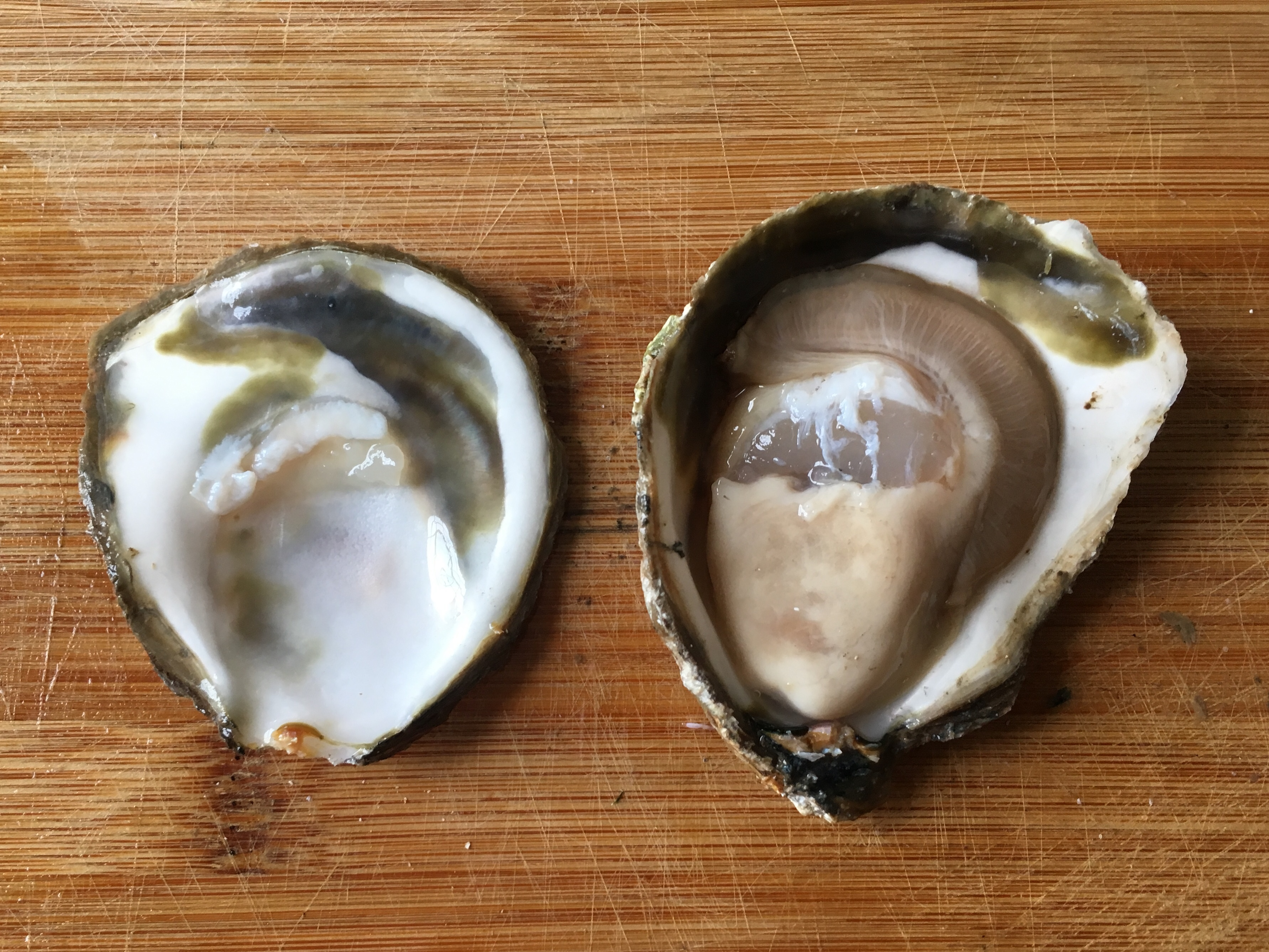
Ostra plana europea recién abierta

Se cita a Jonathan Swift diciendo: "Fue un hombre audaz, el primero que comió una ostra". El consumo de ostras se remonta a la prehistoria, como demuestran los concheros hallados en todo el mundo. Las ostras eran una importante fuente de alimento en todas las zonas costeras donde podían encontrarse, y la pesca de ostras era una industria importante en los lugares donde abundaban. La sobrepesca y la presión de las enfermedades y la contaminación han reducido drásticamente las reservas, pero siguen siendo un manjar popular que se celebra en los festivales de la ostra de muchas ciudades y pueblos.
Antes se creía que las ostras sólo se podían comer en los meses en los que su nombre en inglés y francés lleva la letra "r". Este mito se basa en la verdad, ya que en el hemisferio norte es mucho más probable que las ostras se estropeen en los meses más cálidos de mayo, junio, julio y agosto. En los últimos años, patógenos como el Vibrio parahaemolyticus han causado brotes en varias zonas de recolección del este de Estados Unidos durante los meses de verano, lo que da más credibilidad a esta creencia.

### Platillos
Las ostras pueden comerse con media concha, crudas, ahumadas, hervidas, al horno, fritas, asadas, estofadas, enlatadas, encurtidas, al vapor o a la parrilla, o utilizarse en diversas bebidas. Para comerlo basta con abrir la cáscara y comerse el contenido, incluido el jugo. A menudo se añade mantequilla y sal. Las ostras escalfadas pueden servirse en tostadas con un roux de nata. En el caso de las Ostras Rockefeller, la preparación puede ser muy elaborada. A veces se sirven sobre algas comestibles, como las pardas.
Se debe tener cuidado al consumir ostras. Pueden comerse crudas, sin aderezo o con zumo de limón, vinagre (sobre todo de chalota) o salsa cóctel. Los restaurantes de lujo acompañan las ostras crudas con salsa mignonette, que consiste principalmente en chalota fresca picada, mezcla de pimienta en grano, vino blanco seco y zumo de limón o vinagre de jerez.

Como el buen vino, las ostras crudas tienen sabores complejos que varían mucho según las variedades y las regiones: saladas, salobres, mantecosas, metálicas o afrutadas. La textura es suave y carnosa, pero crujiente al paladar. Las variedades norteamericanas son Kumamoto y Yaquina Bay de Oregón, Duxbury y Wellfleet de Massachusetts, Malpeque de Prince Edward Island, Canadá, Blue Point de Long Island, Nueva York, Pemaquid de Maine, Rappahannock River de Virginia, Chesapeake de Maryland y Cape May de Nueva Jersey. Las variaciones de salinidad, alcalinidad y contenido mineral y nutricional del agua influyen en su sabor.

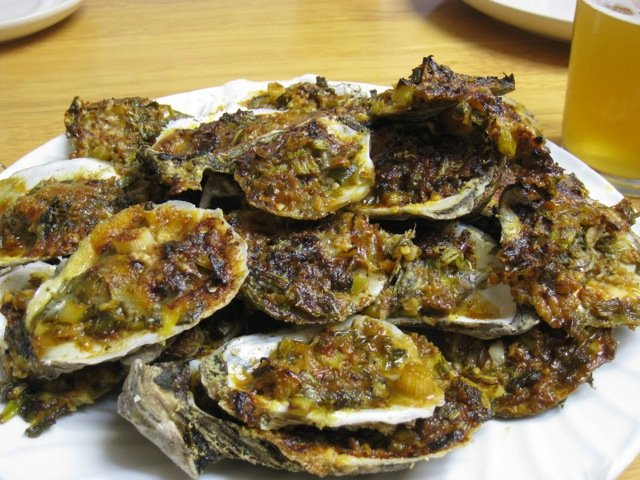
Ostras a la parrilla.
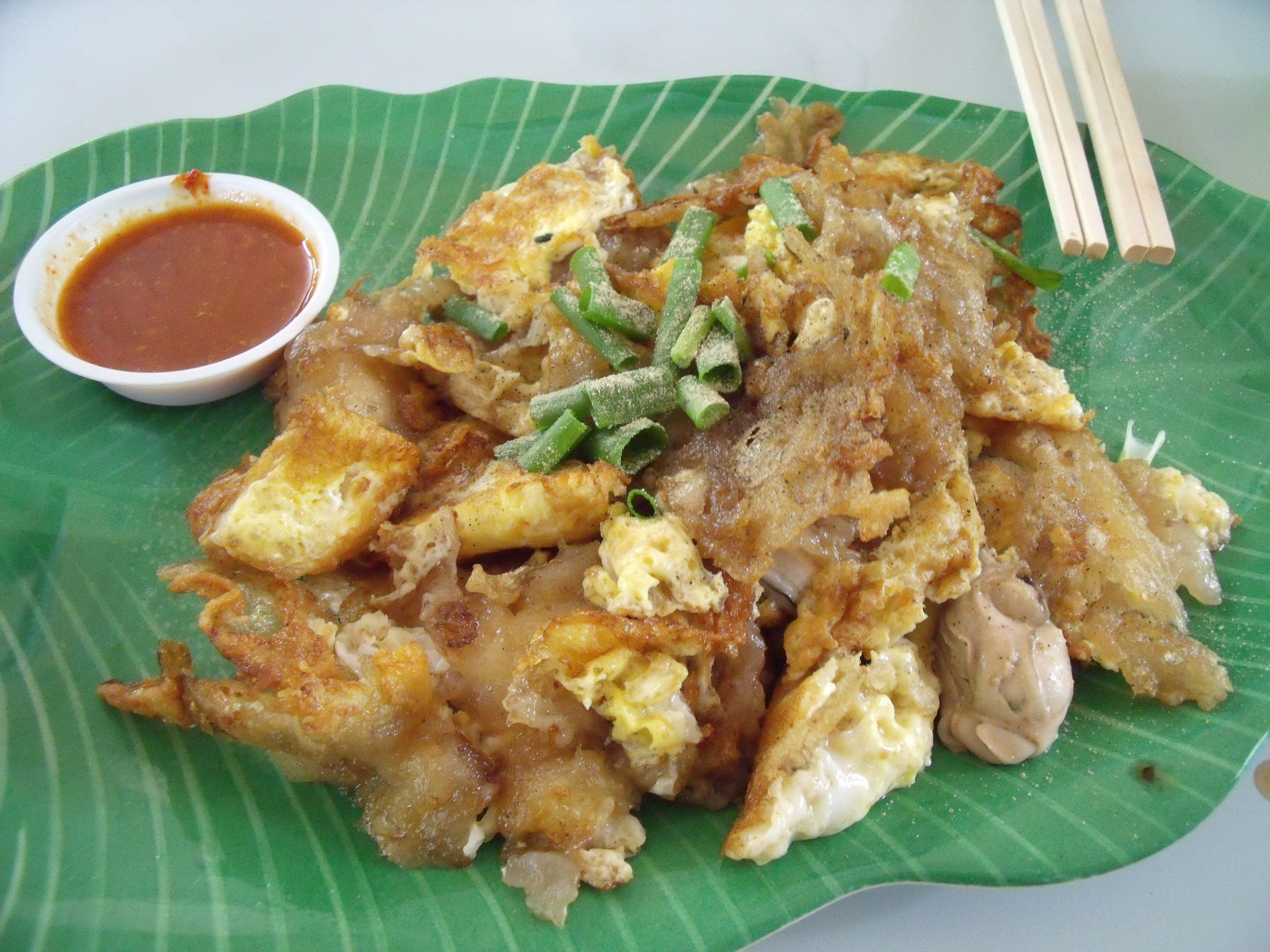
La ostra frita con huevo y harina es un plato habitual en Malasia[57] y Singapur.
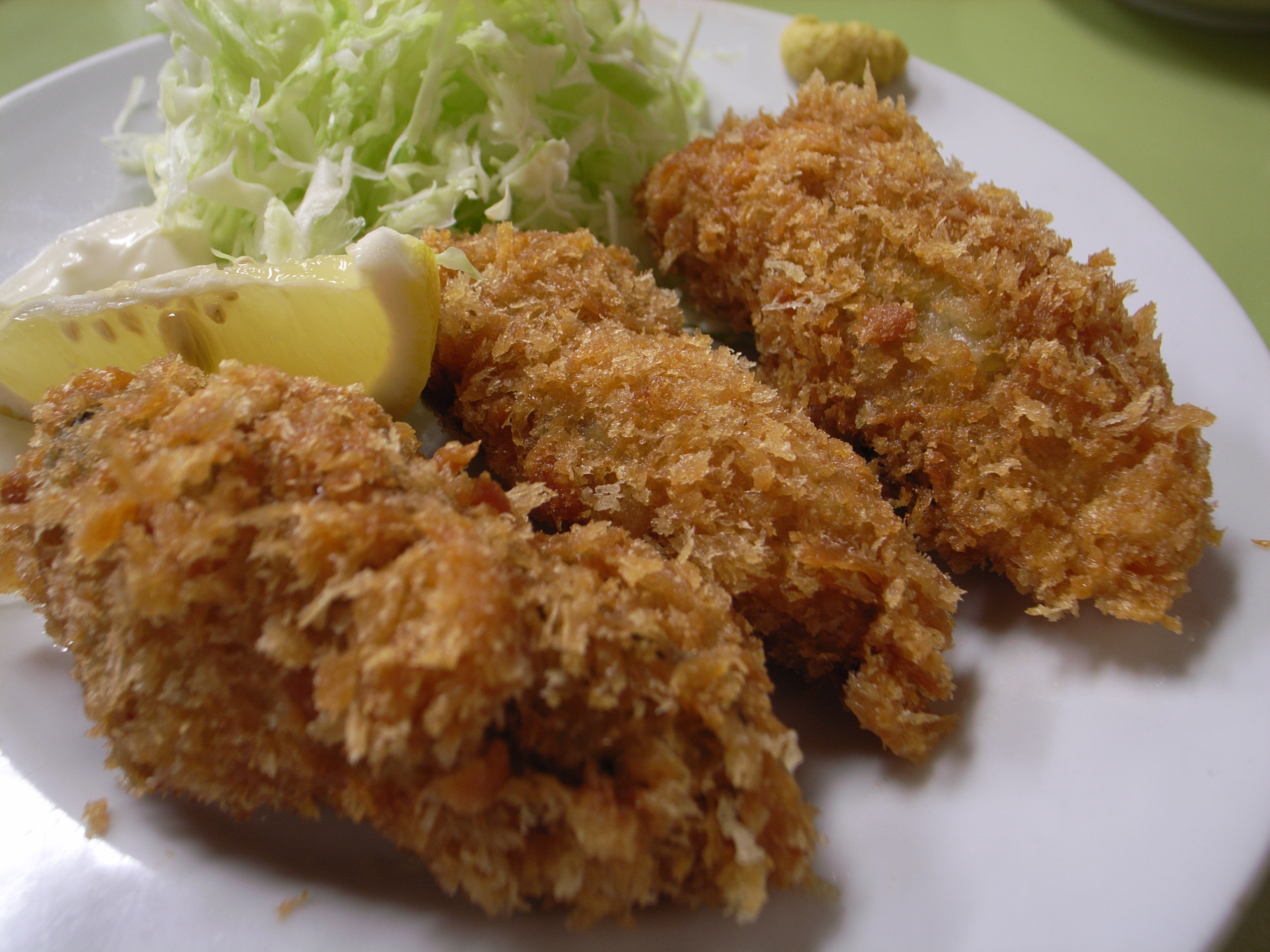
Ostras fritas en Japón.
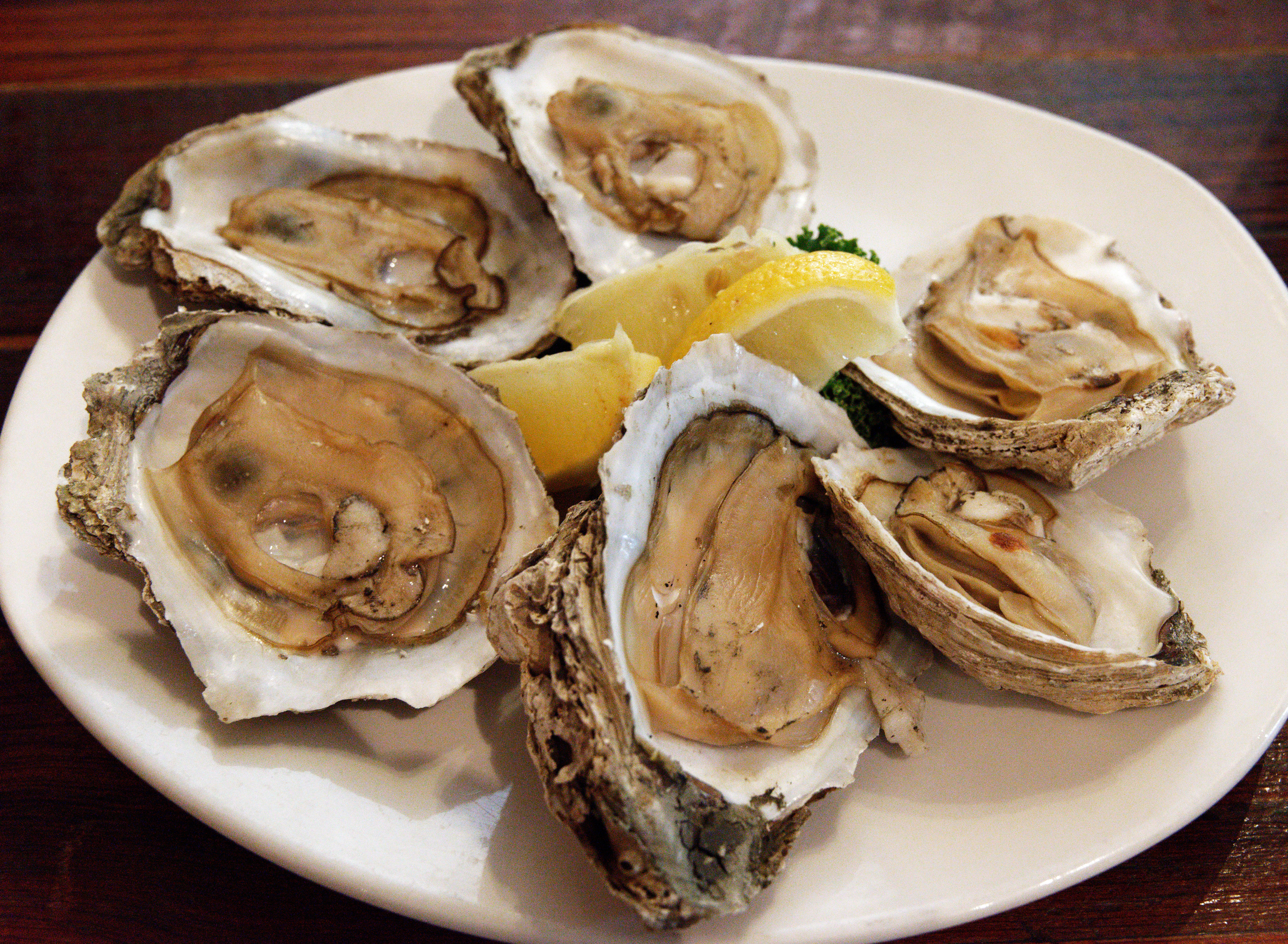
Seis ostras orientales al vapor en media concha
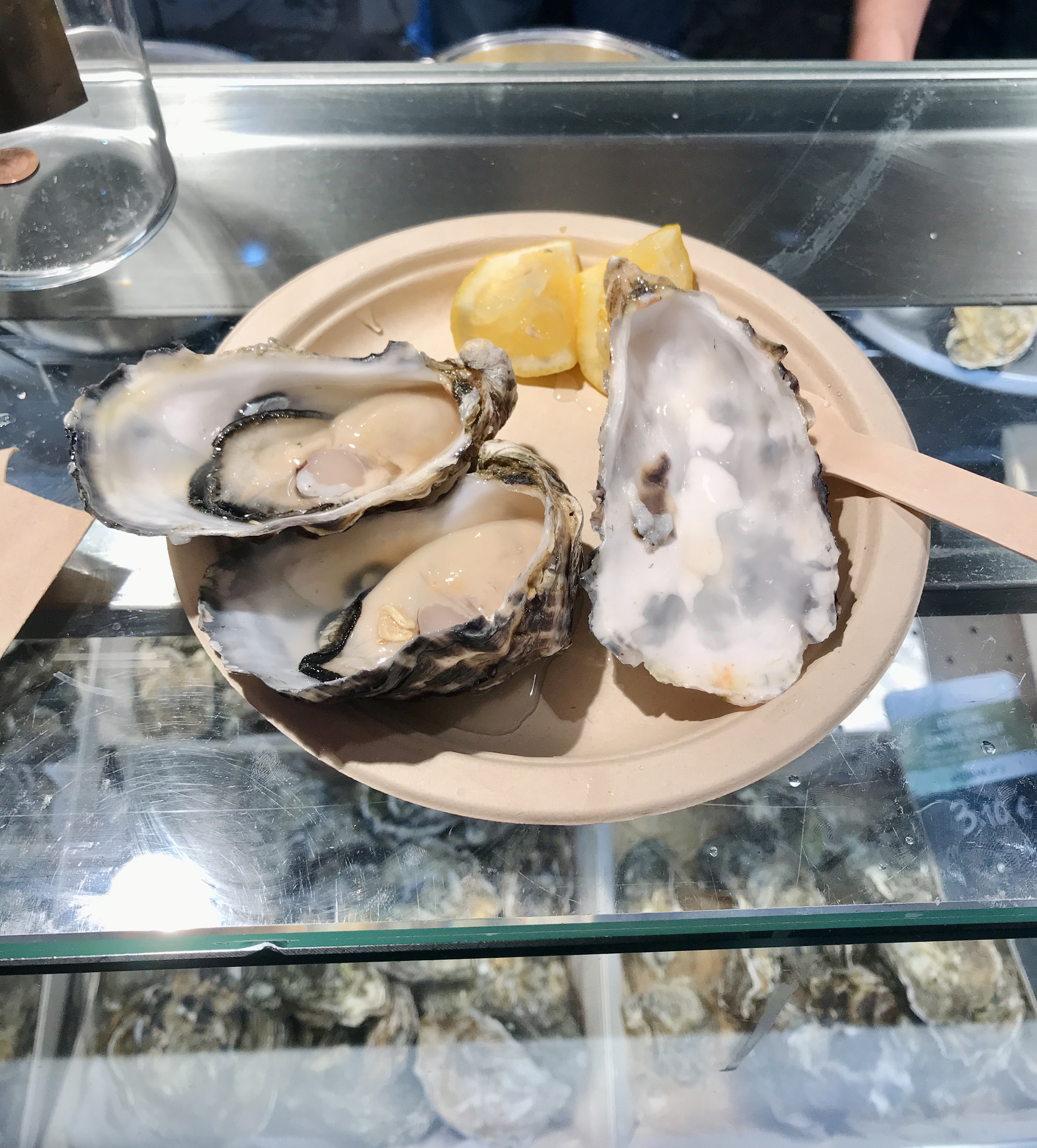
Ostras crudas "Fine de Claire" servidas en el Mercado de San Miguel de Madrid.

### Nutrición
Las ostras son una excelente fuente de zinc, hierro, calcio y selenio, así como de vitamina A y vitamina B12. Las ostras son un alimento de bajo valor energético; una docena de ostras crudas aporta sólo 460 kJ (110 kilocalorías). Son ricas en proteínas (aproximadamente 9 g en 100 g de ostras del Pacífico). Dos ostras (28 g o 1 onza) aportan la Ingesta Diaria de Referencia estadounidense de zinc y vitamina B12.
Tradicionalmente, las ostras se consideran afrodisíacas, en parte porque se parecen a los órganos sexuales femeninos. Un equipo de investigadores estadounidenses e italianos analizó los bivalvos y descubrió que eran ricos en aminoácidos que provocan un aumento de los niveles de hormonas sexuales. Su alto contenido en zinc favorece la producción de testosterona.

### Desgranado de ostras

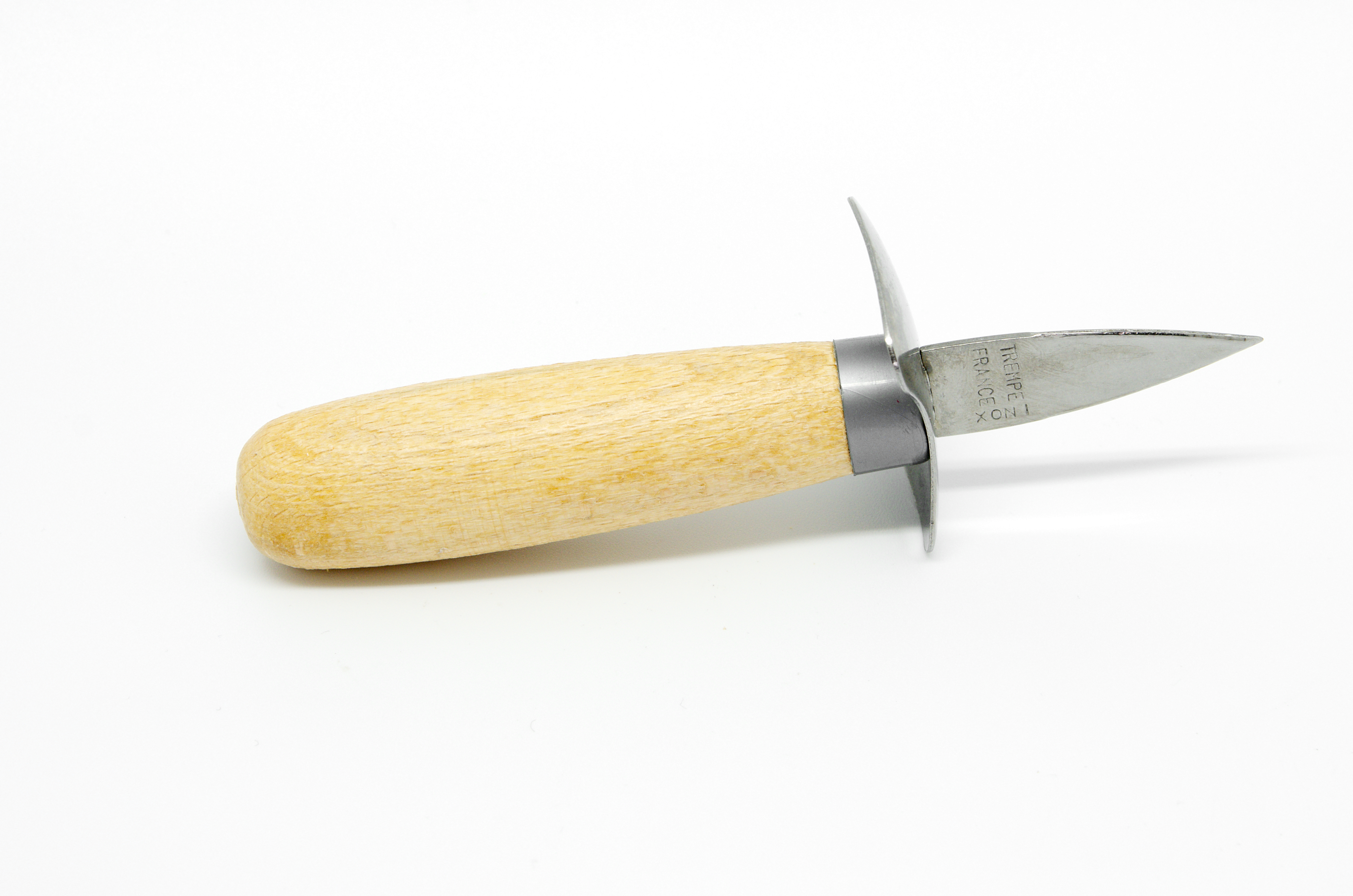
Los cuchillos especiales para abrir ostras vivas, como éste, tienen hojas cortas y robustas.

Abrir ostras, lo que se conoce como " desgranar ostras " o "pelar ostras", requiere habilidad. El método habitual es utilizar un cuchillo especial (llamado cuchillo para ostras o "abreostras"), con una hoja corta y gruesa de unos 5 cm de largo.
Aunque se emplean distintos métodos para abrir una ostra (que a veces dependen del tipo), el siguiente es uno de los comúnmente aceptados:
- Inserte la cuchilla, con fuerza moderada y vibración si es necesario, en la bisagra entre las dos valvas.
- Gire la hoja hasta que se produzca un ligero chasquido.
- Deslice la cuchilla hacia arriba para cortar el músculo aductor que mantiene cerrada la valva.

Los desgranadores inexpertos pueden aplicar demasiada fuerza, lo que puede provocar lesiones si la cuchilla resbala. Se recomiendan guantes gruesos, que a veces se venden como guantes para ostras; aparte del cuchillo, la propia concha puede estar afilada como una cuchilla. Los profesionales necesitan menos de tres segundos para abrir la concha.
Si la ostra tiene una concha especialmente blanda, se puede introducir el cuchillo en el "borde lateral", aproximadamente a la mitad de un lado, donde los labios de la ostra se ensanchan con una ligera hendidura.
El desgranado de ostras se ha convertido en un deporte de competición; se organizan competiciones en todo el mundo. El Campeonato Mundial Guinness de Apertura de Ostras se celebró anualmente en septiembre en el Festival Internacional de la Ostra de Galway (Irlanda) hasta 2010. A partir de 2011, se eliminó el término "Guinness" del título.

### Seguridad alimentaria y almacenamiento
A diferencia de la mayoría de los mariscos, las ostras pueden conservarse hasta cuatro semanas. Sin embargo, su sabor se vuelve menos agradable a medida que envejecen. Las ostras frescas deben estar vivas justo antes de consumirlas o cocinarlas.
Por lo general, se supone que las ostras que no se abren están muertas antes de la cocción y, por tanto, en mal estado. Sólo hay un criterio: la ostra debe ser capaz de cerrar bien su concha. A las ostras abiertas se les debe dar un golpecito en la concha; una ostra viva se cerrará y es apta para el consumo. Las ostras abiertas que no responden están muertas y deben desecharse. Algunas ostras muertas, o conchas llenas de arena, pueden estar cerradas. Al golpearlas, hacen un ruido característico y se les conoce como clackers.
Las ostras pueden contener bacterias nocivas. Las ostras se alimentan por filtración, por lo que concentran de forma natural cualquier elemento presente en el agua circundante. Las ostras de la costa del Golfo de Estados Unidos, por ejemplo, contienen elevadas cargas bacterianas de patógenos humanos en los meses cálidos, sobre todo Vibrio vulnificus y Vibrio parahaemolyticus. En estos casos, el principal peligro es para las personas inmunodeficientes, que son incapaces de combatir la infección y pueden sucumbir a la sepsis, lo que conduce a la muerte. El Vibrio vulnificus es el patógeno transmitido por el mariscos que más muertes causa.

#### Depuración

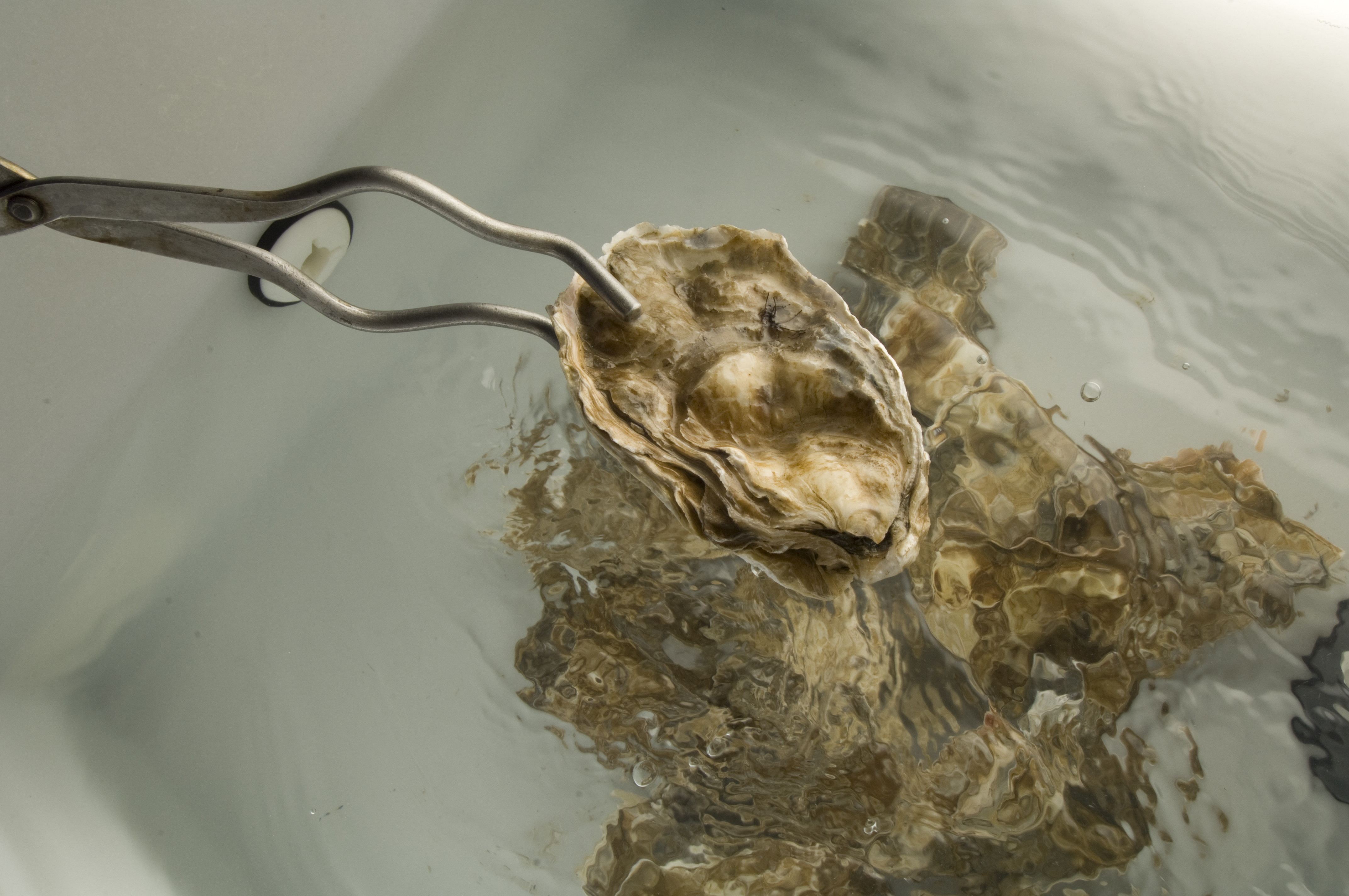
Ostras en un tanque de depuración

La depuración de las ostras es una práctica habitual en la industria y ampliamente investigada en la comunidad científica, pero poco conocida por los consumidores finales. El principal objetivo de la depuración de los productos del mar es eliminar su contaminación fecal antes de su venta a los consumidores finales. La depuración de las ostras es útil porque suelen consumirse crudas y, en muchos países, el requisito de procesarlas está regulado por el gobierno o es obligatorio. La Organización de las Naciones Unidas para la Agricultura y la Alimentación (Food and Agriculture Organization o FAO) reconoce formalmente la depuración y ha publicado documentos detallados sobre el proceso, mientras que el Codex Alimentarius, fomenta la aplicación de la depuración de los productos del mar.
La depuración de las ostras comienza tras la recolección de las ostras en los criaderos. Las ostras se transportan y se colocan en tanques bombeados con agua limpia durante periodos de 48 a 72 horas. Las temperaturas de mantenimiento y la salinidad varían según la especie. El agua de mar en la que se cultivaron originalmente las ostras no permanece en la ostra, ya que el agua utilizada para la depuración debe estar totalmente esterilizada, además de que las instalaciones de depuración no se encuentran necesariamente cerca del lugar de cultivo.
La depuración de las ostras puede eliminar niveles moderados de contaminación de la mayoría de los indicadores bacterianos y patógenos. Entre los contaminantes más conocidos se encuentran el Vibrio parahaemolyticus, una bacteria sensible a la temperatura que se encuentra en los animales marinos, y la Escherichia coli, una bacteria que se encuentra en las aguas costeras cercanas a ciudades muy pobladas con sistemas de alcantarillado que vierten residuos en las proximidades, o en presencia de vertidos agrícolas.
La depuración no se limita a las ostras, sino que se extiende a muchos mariscos y otros productos afines, sobre todo a los que se sabe que proceden de zonas potencialmente contaminadas; el marisco depurado es un producto que se limpia por dentro y por fuera para hacerlo apto para el consumo humano.

### Aspectos culturales

#### Religiosos
Al ser marisco, el consumo de ostras está prohibido por la ley dietética judía. Del mismo modo, en el Islam, la jurisprudencia dietética yafari chií y la hanafí suní prohíben el consumo de bivalvos, incluidas las ostras, por estar makruh (altamente prohibido).

## Enfermedades
Las ostras están sujetas a diversas enfermedades que pueden reducir las cosechas y agotar gravemente las poblaciones locales. La lucha contra las enfermedades se centra en contener las infecciones y criar cepas resistentes, y es objeto de muchas investigaciones en curso.
- "Dermo" está causada por un parásito protozoario (Perkinsus marinus). Es un patógeno prevalente, causa una mortalidad masiva y supone una importante amenaza económica para la industria ostrícola. La enfermedad no es una amenaza directa para los seres humanos que consumen ostras infectadas.[73] Dermo apareció por primera vez en el Golfo de México en la década de 1950, y hasta 1978 se creía que estaba causada por un hongo. Aunque es más grave en aguas más cálidas, se ha extendido gradualmente por la costa este de Estados Unidos.[74]
- La esfera multinucleada X (Multinucleated sphere X o MSX) está causada por el protozoo Haplosporidium nelsoni, generalmente visto como un Plasmodium multinucleado. Es infecciosa y causa una gran mortalidad en la ostra oriental; los supervivientes, sin embargo, desarrollan resistencia y pueden ayudar a propagar poblaciones resistentes. La MSX está asociada a una salinidad y unas temperaturas del agua elevadas.[73] La MSX se observó por primera vez en la bahía de Delaware en 1957 y ahora se encuentra en toda la costa este de Estados Unidos. Las pruebas sugieren que llegó a EE. UU. cuando Crassostrea gigas, la variedad de ostra del Pacífico, se introdujo en la bahía de Delaware.[74]
- La enfermedad de la isla Denman provoca pústulas visibles de color amarillo/verde en el cuerpo y los músculos aductores de las ostras. Esta enfermedad afecta principalmente a las ostras del Pacífico (Crassostrea gigas). La enfermedad se describió por primera vez en 1960 cerca de la Isla Denman, al este de la isla de Vancouver (Columbia Británica). Se descubrió que el agente causante de estas lesiones está asociado a microcélulas protistas amitocondrias, que posteriormente se identificaron como Mikrocytos mackini.

Algunas ostras también albergan especies bacterianas que pueden causar enfermedades humanas. De importancia es el Vibrio vulnificus, que causa gastroenteritis (que normalmente es autolimitada) y celulitis. La celulitis puede ser grave y extenderse rápidamente, requiriendo antibióticos, atención médica y, en algunos casos graves, amputación. Suele adquirirse cuando el contenido de la ostra entra en contacto con una lesión cutánea cortante, como ocurre al pelar una ostra.